# 印第安斯普林斯鎮區 (北卡羅萊納州韋恩縣)
印第安斯普林斯鎮區（英語：Indian Springs Township）是位於美國北卡羅萊納州韋恩縣的一個鎮區。

## 地方資料
印第安斯普林斯鎮區的面積為188.29平方千米，皆為陸地。根據2020年美國人口普查的數據，當地共有人口6939人，而人口密度為每平方千米36.85人。